# Бесе (Шарант)
Бесе (фр. Bessé) насеље је и општина у западној Француској у региону Поату-Шарант, у департману Шарант која припада префектури Ангулем.
По подацима из 2011. године у општини је живело 144 становника, а густина насељености је износила 18,77 становника/km². Општина се простире на површини од 7,67 km². Налази се на средњој надморској висини од 111 метар (максималној 131 m, а минималној 84 m).

## Демографија
| 1962. | 1968. | 1975. | 1982. | 1990. | 1999. | 2011. |
| ----- | ----- | ----- | ----- | ----- | ----- | ----- |
| 122   | 169   | 137   | 116   | 132   | 152   | 144   |

График промене броја становника у току последњих година